# Gutierre de Sotomayor

Emblema de la Orden de Alcántara

Gutierre de Sotomayor nació en Puebla de Alcocer en el año 1400 y falleció después del 12 de octubre de 1453. Fue señor del castillo y de territorios de Puebla de Alcocer, señor de Alconchel y de Gahete, y maestre de la Orden de Alcántara.

## Familia
Fue hijo de Gil García de Raudona y de Teresa de Sotomayor. La familia Sotomayor estuvo vinculada a la orden de Alcántara desde el siglo XIV, siendo fray Pedro Alonso de Sotomayor, posiblemente el bisabuelo de Gutierre, el primero que fue miembro de la orden. También lo fue su tío, Juan de Sotomayor, hermano de su madre, quien primero fue comendador de la orden y después su maestre desde 1416 hasta 1432. Al ser electo maestre en 1416, Juan de Sotomayor concedió varias encomiendas a sus parientes: a su sobrino homónimo, Juan de Sotomayor, hermano de Gutierre, le dio la encomienda de Lares y a Gutierre le nombró clavero mayor de la orden y comendador a partir de 1426.

## Vida
Gutierre fue nombrado maestre de la Orden de Alcántara en el año 1432 después de haber sido destituido su tío Juan de Sotomayor por apoyar a los Infantes de Aragón en la contienda contra el rey Juan II de Castilla. Gutierre se había acercado al condestable Álvaro de Luna y apoyó la causa del rey de Castilla, gracias a lo cual pudo intervenir para salvar a su tío quien se libró de castigos mayores y solamente fue apartado de la orden. 
Gracias a las rentas derivadas de la orden y las muchas mercedes concedidas por el rey Juan II, Gutierre se convirtió en uno de los grandes magnates de su época, disfrutando de una situación acomodada tanto económica como socialmente, todo ello pese al voto de pobreza al que le obligaba la orden. Algunas de las mercedes recibidas del rey fueron:

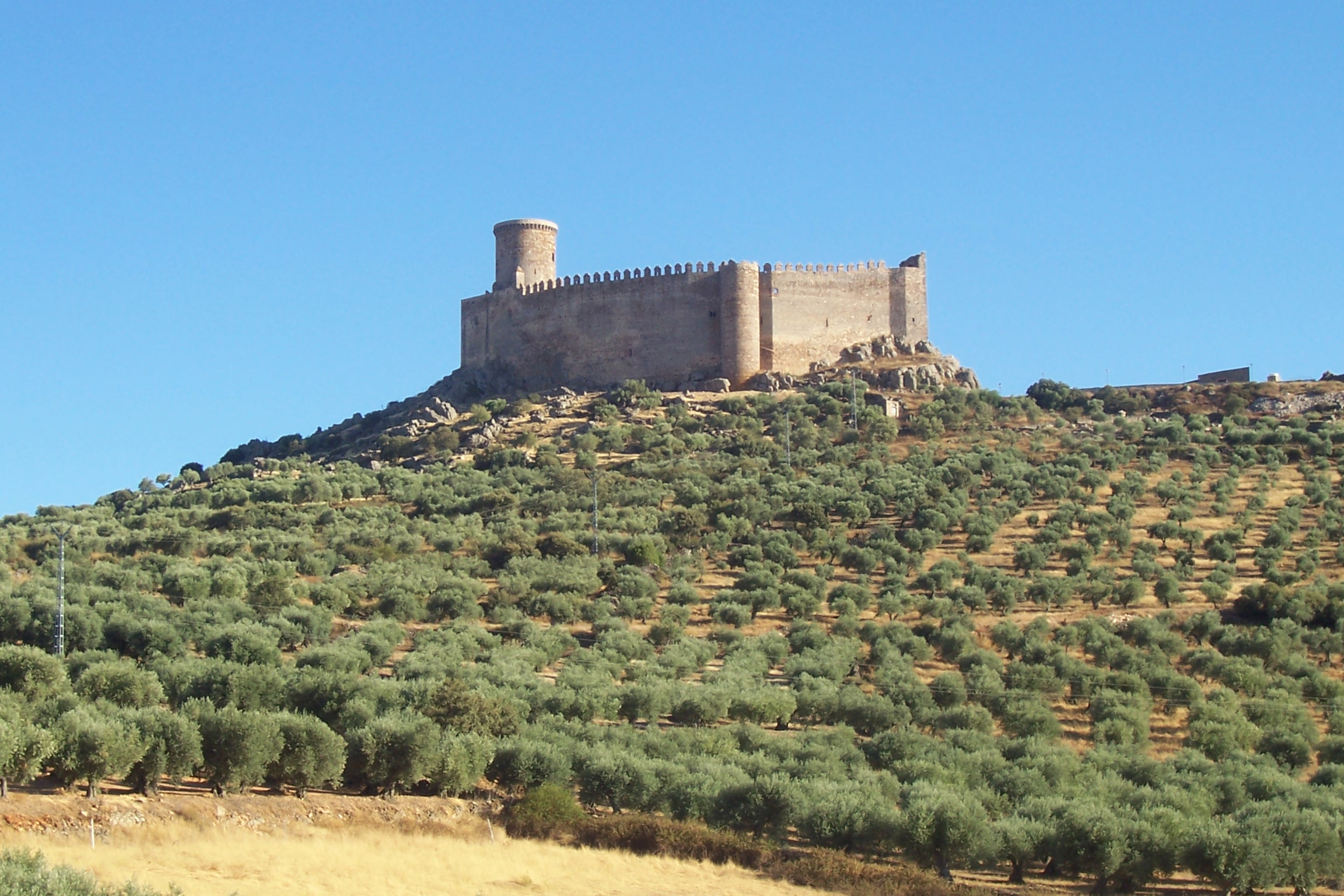
Castillo de Puebla de Alcocer

- El 6 de noviembre de 1444, el rey le donó la villa de Gahete (Belalcázar)[1]
- El 7 de abril de 1445 recibió del rey la villa de Puebla de Alcocer.[1]

- El 31 de julio de 1447, en atención a sus servicios contra los Infantes de Aragón, especialmente en Andalucía y en la primera batalla de Olmedo librada el 19 de mayo de 1445, el rey le otorgó la facultad para crear mayorazgos de sus villas de Puebla de Alcocer y Gahete (después llamada Belalcázar), así como Hinojosa, a favor de cualquiera de sus hijos a los que el rey legitima y capacita para recibirlos.<[2]
- El 28 de agosto de 1449 el rey le hizo merced de 400 vasallos en Belmez y en Milagro.[3]

Cuatro días después, el 1 de septiembre de 1449, el rey le hizo merced de los términos de Espiel, situados entre Belmez e Hinojosa.
- El 8 de marzo de 1450, recibió del rey la porción del término de Fuenteovejuna que no tenía así como Belmez.[4]

El Papa Nicolás V, en 1451 le concedió autorización para testar hasta 20 000 florines de oro a favor de sus hijos, allegados y servidores atendiendo las muchas adquisiciones, mejoras, y reparaciones que el maestre había hecho a la mesa maestral y a la Orden de Alcántara.
Testó el 12 de octubre de 1453, nombrando a todos los hijos — de algunos de los cuales descienden varias de las casas nobles más importantes del reino — que había tenido a pesar de sus votos de castidad. 
Falleció con 53 años de edad en 1453 y recibió sepultura en iglesia parroquial de Santiago Apóstol, en Puebla de Alcocer, aunque no existe lápida ni sarcófago que indique el lugar exacto donde se encuentra.

## Descendencia
Los hijos y algunas de las madres nombrados en su testamento fueron:

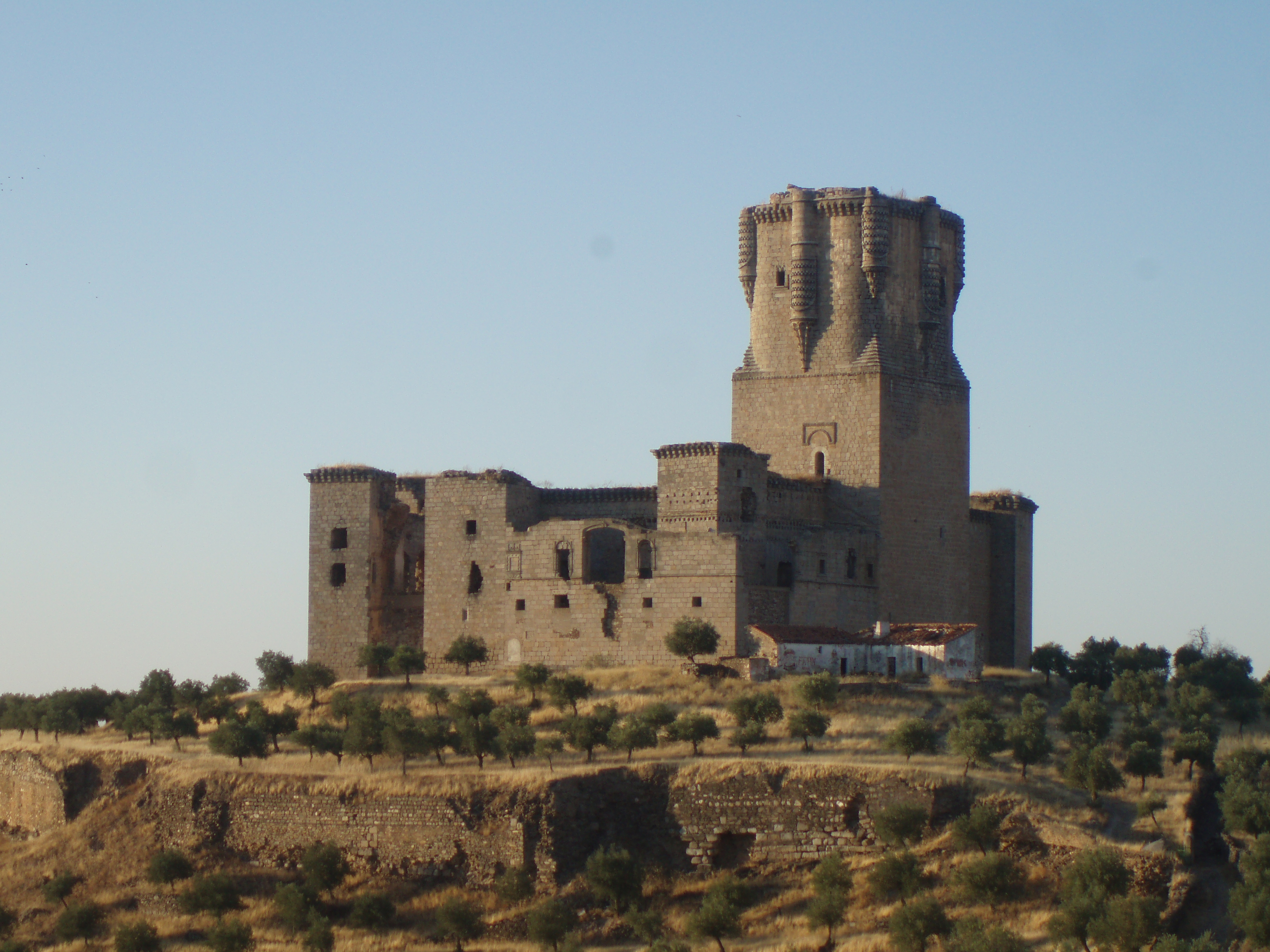
Castillo de Belalcázar.

De Leonor de Guzmán y Córdoba tuvo a:
- Alonso de Sotomayor y Guzmán (fallecido en 1463). Heredó de su padre Puebla de Alcocer con su  castillo más otros lugares. Se casó con Elvira de Zúñiga y Manrique de Lara, hija de Álvaro de Zúñiga y Guzmán y Leonor Manrique de Lara y Castilla. Su hijo Gutierre fue el i conde de Belalcázar, aunque renunció al título después al profesar como religioso, cambiando su nombre a Juan de la Puebla, cediendo sus derechos a su hermano pequeño Álvaro con la condición que cambiase su nombre a Gutierre. Este último, apodado por la reina Isabel la Católica, el conde lozano, fue el segundo conde de Belalcázar.

De María de Raudona, una hija del caballero Gonzalo de Raudona, comendador de Lares y Herrera en la Orden de Alcántara, tuvo a:
- María de Sotomayor que se casó con Luis de Chaves el Viejo, alcaide de Trujillo, y serían los bisabuelos maternos de los conquistadores Ñuflo de Chaves y de Alonso de Escobar y del fray dominico Diego García de Chaves.

De Teresa Fernández de Peón tuvo a: 
- Juan de Sotomayor, ii señor de Alconchel. Entre el 16 y 31 de mayo de 1454, el Papa Nicolás V encomendó al arzobispo de Sevilla y a los obispos de Cuenca y de Ávila, para que comunicasen a la orden y a otras personas la nulidad de la elección al maestrazgo de la orden ante la temeraria decisión de Juan de Sotomayor, obitum eiusdem Guterri (habiendo ya fallecido su padre Gutierre), que pretendía hacerse elegir sucesor de su padre por un sector del capítulo alcantarino.[6] Juan contrajo matrimonio con Juana Manuel, hija de Lorenzo II Suárez de Figueroa, i conde de Feria, y María Manuel, señora de Montealegre.

Tuvo dos hijas con Isabel de Henestrosa:
- Teresa de Sotomayor quien se casó con Vasco Porcallo de la Cerda, hijo de Gonzalo Porcallo Morán y María Gutiérrez de Valverde y de la Cerda, y nieto materno de Fernán Gutiérrez de Valverde y Mahalda de la Cerda (esta última descendiente directa del rey Alfonso el Sabio).
- Catalina de Sotomayor.[7]

Con María García, fue padre de 
- Ruy Gonzalo de Sotomayor, quien fue comendador de Trevejo en 1453 en la Orden de Alcántara.

De Marta, de apellido desconocido, tuvo a:
- Fernando de Sotomayor, clérigo en la diócesis de Coria quien en 1451 obtuvo una dispensa del Papa Nicolás V para no tener que mencionar en lo sucesivo su defecto de natalidad en cualquier promoción a hábitos o beneficios eclesiásticos.[8]

En una hija de Juana Rica, según declara el maestre en su testamento, tuvo a:
- Beatriz de Sotomayor.

De madre desconocida tuvo varios hijos:
- Blanca, Gutierre, Isabel, Elvira, Catalina, Gil de Sotomayor y Juana de Sotomayor, mujer de Diego de Migolla.

| Predecesor: Juan de Sotomayor | Maestre de la Orden de Alcántara 1432 — 1453 | Sucesor: Gómez de Cáceres y Solís |